# Tiki-Taka (programa de televisión)
Tiki-Taka fue un programa de televisión de debate deportivo —similar a los espacios Punto Pelota, El Chiringuito de Jugones o Estudio Estadio—, producido por la compañía Mediapro para los canales de Mediaset España, que se emitió entre el 19 de agosto de 2013 y el 24 de mayo de 2014. Una vez por semana, era transmitido por el canal Cuatro, mientras que Energy hacía lo propio a diario. El formato, presentado por Enrique Marqués y Felipe del Campo, mezclaba debate e información deportiva y realizaba entrevistas en directo.

## Historia
Tras el cierre del canal Marca TV el 31 de julio de 2013 y el fichaje de Josep Pedrerol por parte del grupo Atresmedia, Mediaset España se interesó por el equipo del programa Futboleros, emitido en la cadena deportiva extinta. Así, el 1 de agosto se anunció el fichaje de estos por parte del grupo audiovisual, pasando a formar parte de una tertulia deportiva llama Tiki-Taka. De este modo, el programa comenzó sus emisiones el 19 de agosto de 2013 en Cuatro tras el primer partido de Liga de Primera División de la temporada 2013-2014. Además, al día siguiente empezó la emisión diaria del formato a través del canal Energy, realizando la emisión diaria en Energy y la emisión semanal en Cuatro. En mayo de 2014, el grupo Mediaset España anunció la cancelación del espacio tras nueve meses en emisión a través de Energy y Cuatro. Así el programa se despidió de los espectadores el 24 de mayo de 2014.

## Formato
Tiki-Taka es un programa de debate deportivo acerca de, principalmente, la Liga de fútbol de España y, sobre todo, de los equipos con mayor potencial de la misma, el Real Madrid y el FC Barcelona. En él, los diferentes tertulianos ofrecen sus opiniones sobre las ruedas de prensa, las entrevistas, los últimos fichajes de los equipos y toda la información de última hora del deporte intercaladas, en ocasiones, con resúmenes de los encuentros que se juegan el día de la emisión del programa, ya sean de la Liga, la Champions League o la UEFA Europa League. Además, en el programa también tienen cabida otras competiciones deportivas como el Campeonato del Mundo de Motociclismo, el EuroBasket, la Copa Mundial de Fútbol, el Campeonato Mundial de Baloncesto o la Liga Nacional de Fútbol Sala.

## Emisiones
- Energy: Lunes, martes, miércoles, jueves y domingo, de 00:00 a 02:30 horas.
- Cuatro: Sábado de 00:00 a 02:30 horas.

## Equipo

### Director
- Felipe del Campo

### Presentadores
- Enrique Marqués (de lunes a jueves)
- Felipe del Campo (fines de semana)

### Tertulianos
- Antoni Daimiel (Canal+)
- Antonio Romero (Cadena Ser)
- Alberto Cuéllar (Diario El Mundo)
- Benjamín Zarandona (Exjugador del Betis)
- Carmen Colino (Diario AS)
- Carlos Carpio (Diario Marca)
- Cristóbal Soria (Exdelegado del Sevilla F. C.)
- Dani Martínez (Telecinco)
- David Sánchez (Radio Marca)
- Elías Israel (SportYou)
- Enrique Ortego (Diario Marca)
- Fernando Polo (Mundo Deportivo)
- Héctor Fernández (Onda Cero)
- Jesús Gallego (Cuatro)
- Joaquín Maroto (Diario AS)
- José Antonio Luque (Cuatro)
- José Luis Morales (Exjugador del Real Madrid)
- José Vicente Hernáez (Diario Marca)
- Juan Ignacio Gallardo (Diario Marca)
- Juanma Rodríguez (Cadena Cope)
- Julio Pulido (Cuatro)
- Kiko Matamoros (Telecinco)
- Kiko Narváez (Exjugador del Atlético de Madrid)
- Lobo Carrasco (Exjugador del F. C. Barcelona)
- Lola Hernández (Cuatro)
- Miguel "Látigo" Serrano (Diario Marca)
- Onésimo Sánchez (Entrenador)
- Pedro Pablo San Martín (Diario AS)
- Ramón Fuentes (Telecinco)
- Roberto Palomar (Diario Marca)
- Rubén Amón (Analista Político)
- Siro López (Cuatro)
- Tomás Guasch (Cadena Cope)
- Víctor Lozano (Onda Cero)

### Colaboradores
- David Labrador (redactor jefe)
- Edu Aguirre (madridista de Guardia)
- Eduardo Iturralde González (exárbitro de la Liga BBVA, y árbitro del programa)
- Ladis García (narrador de resúmenes de partidos)
- Menottinto (hombre de la prensa)
- Miguel Lartategui (narrador de resúmenes de partidos)
- Nacho Palencia (hombre de las redes sociales)
- Rebeca Haro (encargada de datos y estadísticas)
- Rodrigo Marciel (analista de partidos internacionales)
- Yon Cuezva (reportero del programa)

## Audiencias
| Temporada | Temporada | Episodios | Estreno              | Final              | Audiencia media | Audiencia media | Audiencia media |
| Temporada | Temporada | Episodios | Estreno              | Final              | Espectadores    | Cuota           |                 |
| --------- | --------- | --------- | -------------------- | ------------------ | --------------- | --------------- | --------------- |
|           | 1         | 277       | 19 de agosto de 2013 | 24 de mayo de 2014 | 134 000         | (2,2%)          |                 |
| Total     | Total     | 277       | 2013                 | 2014               | 134 000         | (2,2%)          |                 |